# Nghi lễ cấp sắc của người Nùng
Hiện nay, đồng bào Nùng phía bắc còn bảo tồn được Nghi lễ cấp sắc; với người Nùng nơi đây, chỉ có những người làm nghề thày cúng mới được cấp sắc, trước khi được cấp sắc, người được cấp sắc phải đảm bảo rất nhiều yêu cầu, nhiều tiêu chuẩn khác nhau, phải có đạo đức tốt, lối sống lành mạnh, khiêm tốn, sống hòa nhã với mọi người. Lễ cấp sắc thông thường có 3 cấp khác nhau, từ thấp lên cao, cấp 1 là cấp thấp nhất, cấp 3 là cấp cao nhất.

## Bộ phận quan trọng
Trong lễ cấp sắc, bộ phận quan trọng nhất là bộ phận Tào, thường thì có 4 thày, trong đó có 2 thày chính là thày Bố - Trừ Cai và thày mẹ - Xìn Tồ, tiết mục quan trọng nhất trong lễ cấp sắc là lễ xin con hương, nghi lễ này thường bắt đầu vào giờ Sửu, lúc nửa đêm.

## Cách làm
Thày bố làm nhiệm vụ đứng giữa cắt tấm vải trắng ấy, việc làm đó thể hiện sự vất vả và khó nhọc như người mẹ sinh ra con, tấm vải trắng được cắt dần trong tiếng chiêng trống và sự quan sát ủng hộ của những người thân và làng xóm đến xem.  Khi tấm vải được cắt đứt, thày mẹ và con hương nằm xuống sàn, thày Bố lấy chăn phủ lên người con hương như một động tác đón nhận và che chở cho đứa con mới được sinh ra, sau đó các thày đi xung quang con hương đọc lời cúng ma cho con hương, một mâm bánh trôi được mang đến, thày Mẹ gắp bánh trôi cho đứa con vừa mới được sinh ra. Thày Bố, thày Mẹ cùng một thày phụ cho thày Bố đứng ra chải đầu, cắt tóc cho con hương, sau đó 3 thày lấy kim châm vào đầu con hương như để dặn dò, dạy bảo cho con hương thông suốt mọi việc.

## Ý nghĩa
Lễ cấp sắc thực chất là một cuộc đại diễn xướng bởi nó tập trung khá nhiều  hình thức nghệ thuật biểu diễn như hát, khí cụ, sân khấu nhập đồng, trò diễn; sự kết hợp nhuần nhuyễn các yếu tố trên đã tạo nên sức hấp dẫn của Lễ cấp sắc của người Nùng.